# Storträsket (Nagu, Egentliga Finland)
Storträsket är en sjö i Finland. Den ligger på Storlandet vid Nagu i landskapet Egentliga Finland, i den sydvästra delen av landet, 170 km väster om huvudstaden Helsingfors. Arean är 5,7 hektar och strandlinjen är 1,2 kilometer lång. Sjön  ingår i Norra Skärgårdshavets avrinningsområde. 